# فهرست شهرهای گامبیا

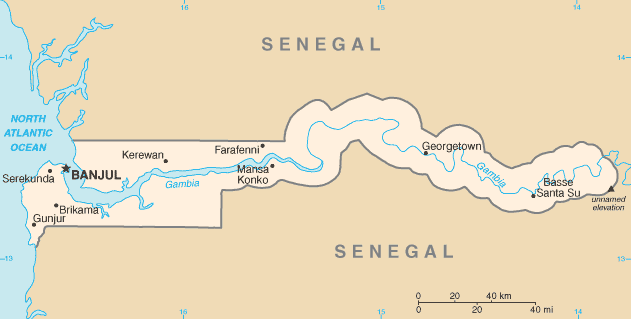
نقشه گامبیا

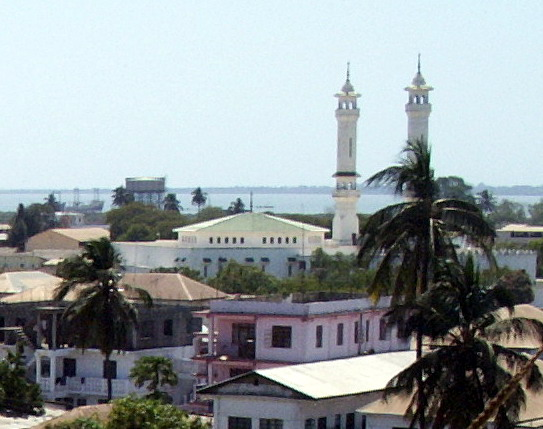
بانجول، پایتخت گامبیا

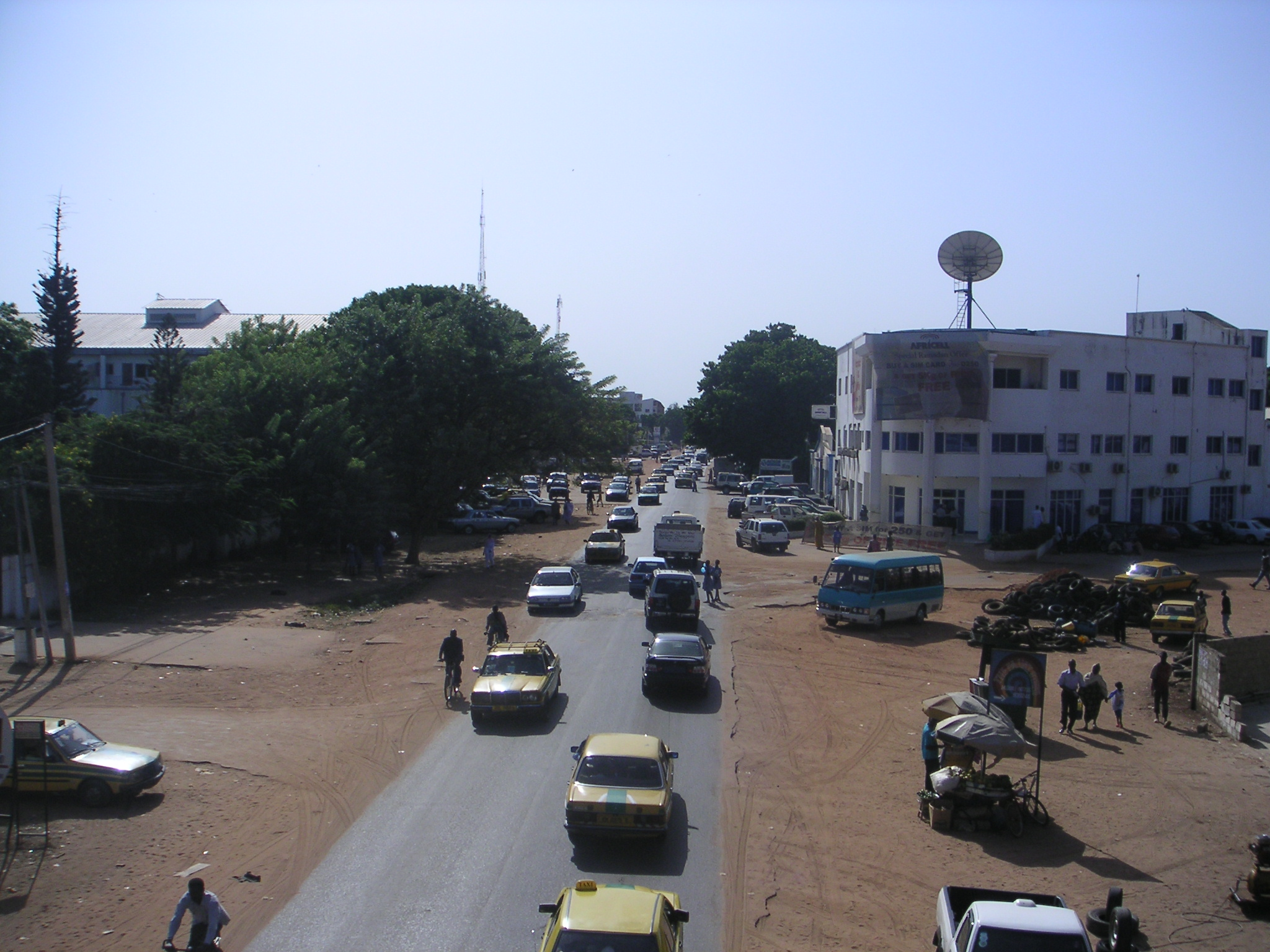
مرکز شهر سرکوندا

در این نوشته فهرستی از شهرها و شهرک‌های اصلی گامبیا آورده شده‌است.
- ابوکو ۶٬۵۷۰
- باکائو، گامبیا
- بانجول
- بانسانگ
- باسه سانتا سو
- Brikama
- بروفوت
- فرافنی
- جیماره بکاداجی
- گونجور
- جانجانبوره، گامبیا
- جعفره، گامبیا
- کلاگی، گامبیا
- کانیلای
- کروان
- کلولی، گامبیا
- کونتاور
- لامین (North Bank Division)
- لامین، لشکر غرب (Western Division)
- مانسا کنکو
- Nema Kunku
- سرکوندا
- سوماً، گامبیا
- سوکوتا، گامبیا
- تانجی، گامبیا